# Merete Møller
Merete Møller (født 7. maj 1978 i Sønderborg) er en tidligere kvindelig dansk håndboldspiller. Hun spillede i Vorup FB, Randers HK i to omgange og norske Larvik HK, hvor hun stoppede i 2001. Hun var et af dansk håndbolds største talenter, da hun i 1997 var med til at vinde verdensmesterskabet for både ungdoms- og A-landshold.
I 1999 skiftede hun til norske Larvik HK, hvor hun vandt både den norske liga og cup. Hun stoppede i en alder af 23 år som professionel håndboldspiller, efter at hendes klub Larvik HK valgte ikke at forlænge hendes kontrakt. På det tidspunkt havde været plaget af flere skader igennem hendes karriere.
Hun er nu idrætsforsker på Syddansk Universitet.